# Ervin Marn
Ervin Marn (* 9. Januar 1986 in Kranj) ist ein ehemaliger slowenischer Naturbahnrodler. Er startete von 2002 bis 2006 im Weltcup, wo er dreimal unter die schnellsten 15 fuhr, sowie bei Welt- und Europameisterschaften, bei denen er zweimal unter die besten 20 kam.

## Karriere
Ervin Marn nahm ab 2001 an internationalen Juniorenmeisterschaften teil. Schon 2002 gelang ihm bei der Juniorenweltmeisterschaft in Gsies ein guter zehnter Platz und 2003 erreichte er bei der Junioreneuropameisterschaft in Kreuth mit Rang neun sein bestes Resultat. 2006 folgte bei der Juniorenweltmeisterschaft in Garmisch-Partenkirchen wieder ein zehnter Platz. In der Allgemeinen Klasse startete Marn erstmals bei der Europameisterschaft 2002 in Frantschach-Sankt Gertraud, wo er mit Platz 19 gleich sein bestes Resultat bei Welt- und Europameisterschaften erzielte. Im nächsten Jahr fuhr er bei der Weltmeisterschaft 2003 in Železniki auf Rang 20. Bei der Europameisterschaft 2004 in Hüttau kam er nur auf Platz 28 und bei der Weltmeisterschaft 2005 in Latsch landete er nach einem verpatzten ersten Lauf lediglich an 40. Stelle. Bei seinem letzten Großereignis, der Europameisterschaft 2006 in Umhausen, konnte er sich mit Rang 23 wieder verbessern.
Im Weltcup bestritt Ervin Marn bereits von 2002/2003 bis 2004/2005 insgesamt fünf Rennen, wobei in jedem Jahr ein 17. Platz im Auftaktrennen sein bestes Ergebnis war. Regelmäßig im Weltcup am Start war er nur in der Saison 2005/2006. In diesem Winter nahm er an fünf der sechs Weltcuprennen teil, erreichte als bestes Resultat den zwölften Platz im ersten Rennen von Grande Prairie, war nie schlechter als 19. und kam im Gesamtweltcup auf Rang 15. Nach dieser Saison nahm er an keinen internationalen Rennen mehr teil.
Im Sommer nahm Ervin Marn auch an Wettkämpfen im Rollenrodeln teil.

## Sportliche Erfolge

### Weltmeisterschaften
- Železniki 2003: 20. Einsitzer
- Latsch 2005: 40. Einsitzer

### Europameisterschaften
- Frantschach 2002: 19. Einsitzer
- Hüttau 2004: 28. Einsitzer
- Umhausen 2006: 23. Einsitzer

### Juniorenweltmeisterschaften
- Gsies 2002: 10. Einsitzer
- Kindberg 2004: 15. Einsitzer
- Garmisch-Partenkirchen 2006: 10. Einsitzer

### Junioreneuropameisterschaften
- Tiers 2001: 19. Einsitzer
- Kreuth 2003: 9. Einsitzer
- Kandalakscha 2005: 18. Einsitzer

### Weltcup
- 15. Gesamtrang in der Saison 2005/2006
- Drei Top-15-Platzierungen in Weltcuprennen